# コロンボ外郭環状道路
コロンボ外郭高速道路（コロンボがいかくかんじょうどうろ、英: Colombo Outer Circular Expressway）スリランカ最大の都市コロンボの高速道路。総延長29kmで、南部高速道路とコロンボ - カトゥナーヤカ高速道路を接続し、コロンボ市街地を通過する自動車を迂回させる役割を担っている。将来的にはコロンボ - キャンディ高速道路の接続も想定されている。日本の国際協力機構（JICA）が融資を行った。1956年にスリランカへ移住したイギリスの小説家アーサー・C・クラークにちなんで、「アーサー・C・クラーク高速道路」という副名称がつけられている。

## 沿革
1992年に第一次調査が行われ、5つのルートが検討された。そして1999年、日本政府の支援でフィジビリティスタディが実施された。そして環境アセスメントの後、ケラウェラピティアからコッタワまでの28kmの建設が中央環境局から承認された。その後2001年7月から詳細設計が始められた。
しかし地元住民の反対によりプロジェクトは同年11月まで遅延し、スリランカ政府は住民たちを代替地へ移住させることを決定した。
建設工事は2009年10月に始まり、計画当初は少なくとも8年はかかるといわれていた。高速道路と交差するすべてのAクラス国道にインターチェンジが設置され、制限速度時速100kmの4車線道路となる予定であるが、後で6車線にするための用地はあらかじめ確保されている。

## 建設工事
コロンボ外郭環状高速道路の建設は3つのフェーズに分けて行われた。第1フェーズではコッタワ - カドゥウェラ間11.0km、第2フェーズではカドゥウェラ - カダワッタ間8.9km、第3フェーズではカダワッタ - ケラウェラピティア間9.3kmが対象となった。建設工事は2009年に開始され、開始当初は2017年9月を完工目標とした。建設費は1kmあたり5,700万米ドルと推計され、スリランカで最も高額な高速道路と予想された。
2013年1月には道路開発庁がアトゥルギリヤにインターチェンジを追加すると宣言した。

### 第1フェーズ
第1フェーズはコッタワからカドゥウェラまでのおよそ11kmが建設され、270億ルピーをかけて2014年3月に完成した。この区間の工事は中国の中国港湾工程有限責任公司が担当した。

### 第2フェーズ
第2フェーズはカドゥウェラからカダワッタまでの9.8kmが対象で、2012年2月18日に着工した。2015年1月までに完成予定で、建設費は490億ルピーと推計されている。この区間は日本政府による円借款で実施され、大成建設が建築を行い、工事は2015年9月に完了した。
将来的にはカダワッタからキャンディ、クルネーガラ、ダンブッラなどの主要観光地を結ぶ北部高速道路が建設予定である。

### 第3フェーズ
2013年1月に第3フェーズの建設契約が中国の中国冶金科工集団会社（中冶集団）と結ばれた。契約額は666億9千万ルピーである。この区間のみ中国輸出入銀行が融資を行った。この区間の完成により、コロンボ - カトゥナーヤカ高速道路と接続され、ゴールからカトゥナーヤカまでが高速道路で結ばれることになる。工事は2019年6月末の完了を目指して進められている。